# Inerte

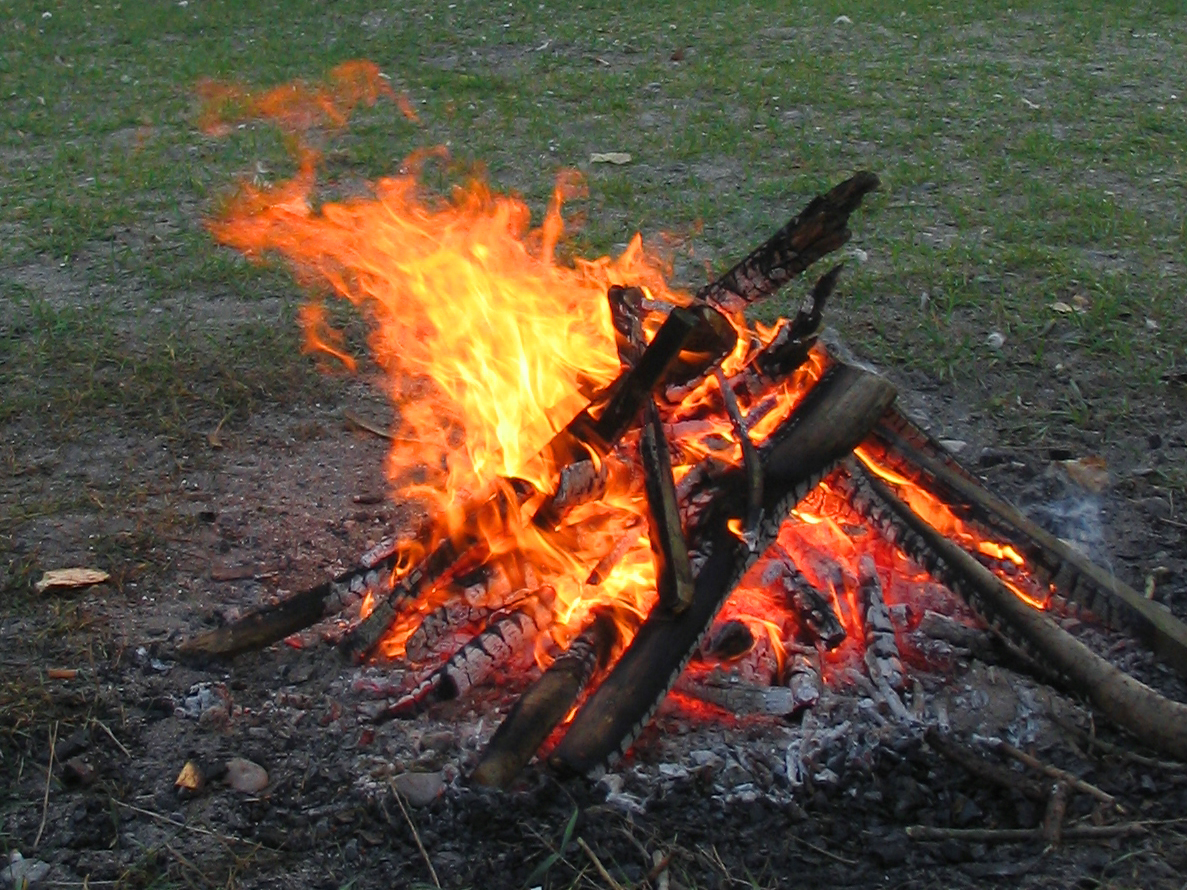
Un trozo de madera es inerte en condiciones normales, no se incendia por sí solo. Sin embargo, si se le prende fuego, seguirá ardiendo por sí sola.

El término inerte, en ocasiones ser inerte, hace referencia a la carencia de vida, si bien su uso se da en varias ciencias.

## Química
En química, el vocablo «inerte» se utiliza para describir algo que no es químicamente reactivo.

## Plaguicidas
La Ley Federal de Insecticidas, Fungicidas y Rodenticidas divide los ingredientes en los plaguicidas en dos grupos: activos e inertes. Un producto químico inerte, en este contexto, es aquel que no tiene un efecto tóxico sobre las especies que se entiende del pesticida combatir, pero que no excluye que todavía pueda tener una actividad biológica en otras especies, además de ser tóxico para los seres humanos. Solventes, propelentes, conservantes, entre otros, se consideran, pues, los ingredientes inertes en pesticidas.
Desde 1997, la Agencia de Protección Ambiental de los Estados Unidos ha recomendado a los fabricantes de plaguicidas que la etiqueta de los ingredientes no activos como "otros ingredientes" en lugar de "inertes", evitar la desinformación a la opinión pública.

## Teoría de los números
En la rama de las matemáticas conocida como teoría de números algebraicos, un ideal primo se dice que es inerte, si se sigue cuando se considera primordial en un campo de extensión. Esta primera podría tener en su lugar divisiones como producto de otros ideales primos, pero siendo inerte se mantiene esencialmente sin cambios.

## Municiones
En el campo de las armas y explosivos, una munición inerte es aquella en la que todos los materiales energéticos, tales como cartillas, los fusibles y los materiales explosivos o incendiarios en su interior se han desmontado o se vuelven inofensivas. Las municiones inertes se utilizan en el entrenamiento militar y naval, y también se recogen y se muestran en museos públicos o particulares (véase también señuelo militar). Normalmente, en Estados Unidos y en la OTAN, las municiones inertes están pintadas totalmente de color azul claro y/o tienen la palabra "INERT" estampada en ellos en lugares prominentes.